# Holy War (The Dragonland Chronicles Part II)
Holy War (The Dragonland Chronicles Part II) är det svenska power metal-bandet Dragonlands andra studioalbum och del två i koncepttrilogin The Dragonland Chronicles. Skivan gavs ut i februari 2002 på det grekiska skivbolaget Black Lotus Records. Skivan distribuerades även av skivbolag i Ryssland, Brasilien och Japan. I december 2014 återutgavs skivan av bandets nuvarande skivbolag AFM Records med nytt omslag och bonusspår.
Precis som på debutalbumet spelar vokalisten Jonas Heidgert trummor på detta album. Skivan gästas av gitarristen Gus G. (Firewind, ex-Dream Evil, ex-Nightrage).

## Låtlista
1. "Hundred Years Have Passed" (instrumental) – 2:24
2. "Majesty of the Mithril Mountains" – 5:27
3. "Through Elven Woods and Dwarven Mines" – 5:32
4. "Holy War" – 6:47
5. "Calm Before the Storm" – 4:49
6. "The Return to the Ivory Plains" – 6:04
7. "Forever Walking Alone" – 4:55
8. "Blazing Hate" – 5:16
9. "A Thousand Points of Light" – 6:02
10. "One with All" (instrumental) – 4:24

Bonusspår på japanska utgåvan och nyutgåvan från 2014
1. "Neverending Story" (Limahl-cover) – 3:03
2. "Allemande" (instrumental) – 1:05

## Medverkande
Musiker
- Jonas Heidgert – sång, trummor
- Nicklas Magnusson – gitarr
- Olof Mörck – gitarr
- Elias Holmlid – keyboard, piano
- Christer Pedersen – basgitarr

Bidragande musiker
- Gus G. – gitarr
- Maria Andersson – violin

Produktion
- Fredrik Nordström – producent
- Patrik Jerksten – producent, studiotekniker, mixning
- Yiannis Christodoulatos – mastering
- Christos Hajistamou – mastering
- Chrille Andersson – omslagskonst
- Spiros Antoniou – layout, design
- Tanja Backhaus – foto